# Ringwood (New Jersey)
Ringwood è un borough degli Stati Uniti d'America, situato nello Stato del New Jersey, nella Contea di Passaic.